# Isle of Wight Festival
The Isle of Wight Festival är en musikfestival som arrangeras på Isle of Wight vid Englands sydkust. Festivalen hölls för första gången 1968, men lades ner efter enorma problem vid festivalen 1970, som anses vara bland de största musikfestivaler någonsin. Festivalen återuppstod 2002 och har arrangerats årligen sedan dess.